# Ledermanniella warmingiana
Ledermanniella warmingiana là một loài thực vật có hoa trong họ Podostemaceae. Loài này được (Gilg) C.Cusset mô tả khoa học đầu tiên năm 1974.